# Saisine (recours)
Pour les articles homonymes, voir Saisine.
En droit, la saisine est le recours à un organe juridictionnel ou à une autorité de police (agent ou un officier de police judiciaire en France).
La saisine peut, par exemple, être constituée par un dépôt de plainte ou un flagrant délit (flagrance).

## Droit canadien
Le terme est également utilisé par des juristes canadiens, en parlant par exemple d'une saisine devant la Cour suprême du Canada.